# Tupoljev Tu-124
Tupoljev Tu-124 (NATO oznaka: Cookpot) je bilo 56 sedežno ozkotrupno reaktivno potniško letalo načrtovano v Sovjetski zvezi pri OKB Tupoljev. Je bilo prvo potniško letalo s turboventilatorskim motorjem. Tu-124 naj bi zamenjal Iljušina Il-14. 
Tu-124 je bil razvit na bazi letala Tu-104 s srednjim dosegom. Tu-124 je sicer pomanjšano verzija Tu-104 (75%) in mu je po izgledu precej podoben. Ima pa določene razlike, kot so drugačna zakrilca, zračna zavora in avtomatski spojlerji.
Tu-124 ima tudi zaviralno padalo za primer navarnosti ali pa pristanku na spolzki stezi. Imel je tudi gume z nizkim tlakom za delovanje na slabo pripravljenih letališčih.. Motorji so bili nameščeni v krilo kot Tu-104 in so bili bolj ekonomični.
Standardna konfiguracija je bil 44 sedežev.

## Tehnične specifikacije Tu-124V
- Posadka: 3
- Kapaciteta: 56 potnikov
- Dolžina: 30,58 m (100 ft 4 in)
- Razpon kril: 25,55 m (83 ft 10 in)
- Višina: 8,08 m (26 ft 6 in)
- Površina kril: 119,4 m² (1 284 ft²)
- Prazna teža: 22 900 kg (50 486 lb)
- Maks. vzletna teža: 37 500 kg (82 673 lb)
- Motorji: 2 × Soloviev D-20P turbofan, 53,1 kN (11 905 lbf) vsak

- Maks. hitrost: 970 km/h (523 vozlov, 602 mph) na 8 000 m (26 000 ft)
- Potovalna hitrost: 800–870 km/h (432–469 vozlov, 497–540 mph)
- Dolet: 2 100 km (1 133 nmi, 1 304 mi)(z maks. gorivom, 3 000 kg (6 600 lb) tovorom)
- Višina leta (servisna): 11 700 m (38 385 ft)
- Hitrost vzpenjanja: 12.0 m/s[13] (2,360 ft/min)